# 大同市第二人民医院
大同市第二人民医院，简称大同市二医院，也称大同市肿瘤医院，是位于中华人民共和国山西省大同市的一所二级甲等医院，1949年前是大同规模最大、设备最齐全的医院。大同市二医院始建于1924年，时名首善医院（英語：Mosse Memorial Hospital），是一所由中华圣公会华北教区设立的医院。

## 历史
1917年，北京协和医院医师、圣公会传教士史梅礼带领十余名学生赴大同防治鼠疫，发现当时的大同医疗条件较差，离开后建议圣公会在大同创办医院。1919年，史梅礼再次来到大同，向阎锡山政府租用大同城大北门外操城城内土地30亩用于建设医院，租期60年，年租金200元。阎锡山政府将租金全数捐给首善医院，供建设使用。首善医院在1922年开工，建设历时两年，1924年完工。建筑花费10万元，购买设施花费5万元。英国人安纪英为首任院长。医院有北京协和医院调来的两名英国医师、两名英国女护士。首善医院建筑群由哥特式主楼、教堂及附属建筑组成。医院设门诊部（不分科）、住院部，有床位50张。医院的中文名为首善医院，英文名为Mosse Memorial Hospital，为纪念Edward Mosse而命名。Edward Mosse是在华英籍传教士，第一次世界大战期间返回英国，死于德军轰炸。1927年阎冯战争时，医院一度迁至天津英租界，协和医院医师、中国人李溉尘担任院长。1924年开院时，医院开办了附属的高级护士职业学校，后改名为护士学校，培养了百余名护士。

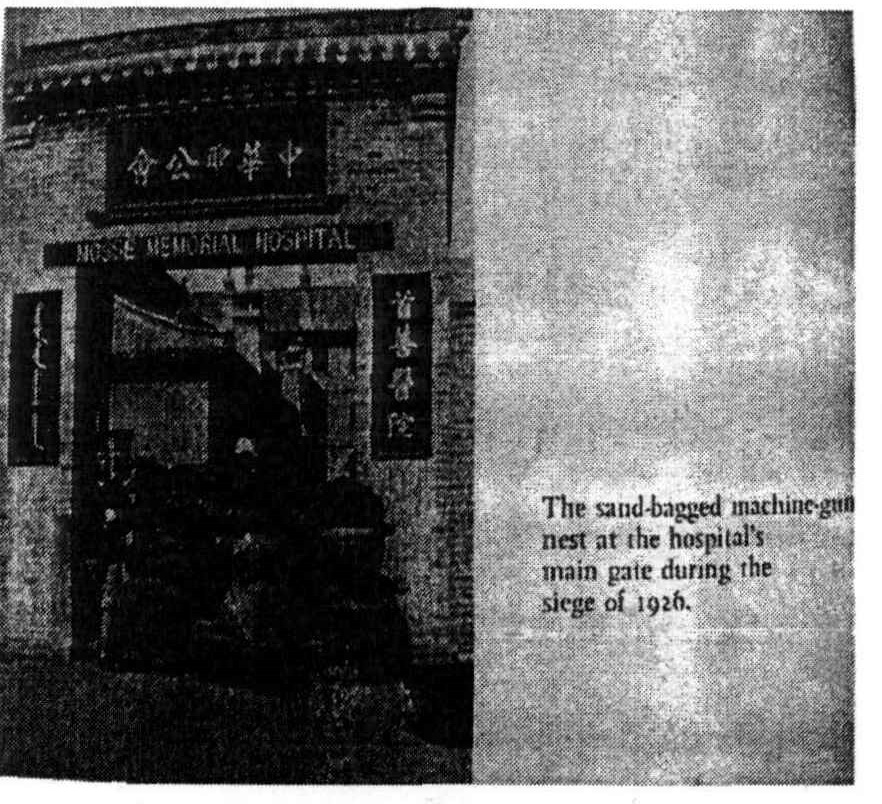
1926年的首善医院

1937年，日军占领大同。太平洋战争爆发后，1942年，日军用三千英镑的价格强行买下首善医院，改名“晋北医院”，日本人平石天岭担任院长。抗战胜利后，阎锡山政府派员接收了医院，遣返日本籍医务人员，院长仍为李溉尘。1946年，操场城院址成为兵营，医院一度迁至城内大北街（今武定街）。1947年冬，中华圣公会收回医院，复名“首善医院”，李启元任院长。1949年解放军夺取大同，首善医院的英籍工作人员均被遣返回英。1952年，首善医院被政府接收，改名“大同市工人疗养院”。文化大革命间，星火制药厂一度占用院舍。1976年，重建医院，定名为大同市第二人民医院。
2006年，大同市二医院被民政部授予“中华慈善奖”。2008年，大同市二医院与古巴国家医疗服务中心合作，共建“大同中古友好眼科医院”，医院在2009年9月投入运行，被卫生部评为三级眼科医院，也是晋北最大的眼科医院。大同中古友好眼科医院是全国第三家、华北地区首家中古友好合作医院。医院引进了国外医疗设备，并由古巴专家坐诊。2009年，大同市二医院与大同市肿瘤医院合并，仍使用大同市二医院、肿瘤医院的名称。
2013年，大同市二医院搬离原首善医院旧址，首善医院旧址将进行整体保护。